# Lasocin (powiat de Sochaczew)
Lasocin  [laˈsɔt͡ɕin] est un village polonais de la gmina de Brochów dans le powiat de Sochaczew et dans la voïvodie de Mazovie.
Il se situe à environ 7 kilomètres au sud-est de Brochów, à 11 kilomètres au nord-est de Sochaczew et à 46 kilomètres à l'ouest de Varsovie.